# Thalassianthidae
Thalassianthidae es una familia de anémonas de mar de la clase Anthozoa.
Su característica distintiva es el tener una serie de verrugas en la parte superior de la columna. Su disco basal está bien desarrollado. En ocasiones, el disco oral está recubierto de dos tipos de tentáculos; rodeando la boca y recubriendo la mayor parte del disco oral, tiene numerosos lóbulos cortos, en ocasiones ramificados, y dispuestos radialmente. En el margen del disco oral tienen otro tipo de tentáculos más largos, dendríticos, muy apretados y dispuestos en un ciclo; en estos casos, los colores de los dos tipos de tentáculos son diferentes. La distribución de las gónadas es variable, los mesenterios del primer ciclo pueden ser fértiles.
Se distribuyen en el Indo-Pacífico, desde la costa este africana hasta las islas Salomon y Japón, incluyendo el mar Rojo.

## Géneros
El Registro Mundial de Especies Marinas acepta los siguientes géneros en la familia:
- Actineria
- Cryptodendrum. Klunzinger, 1877
- Heterodactyla. Hemprich & Ehrenberg, 1834
- Thalassianthus

## Galería

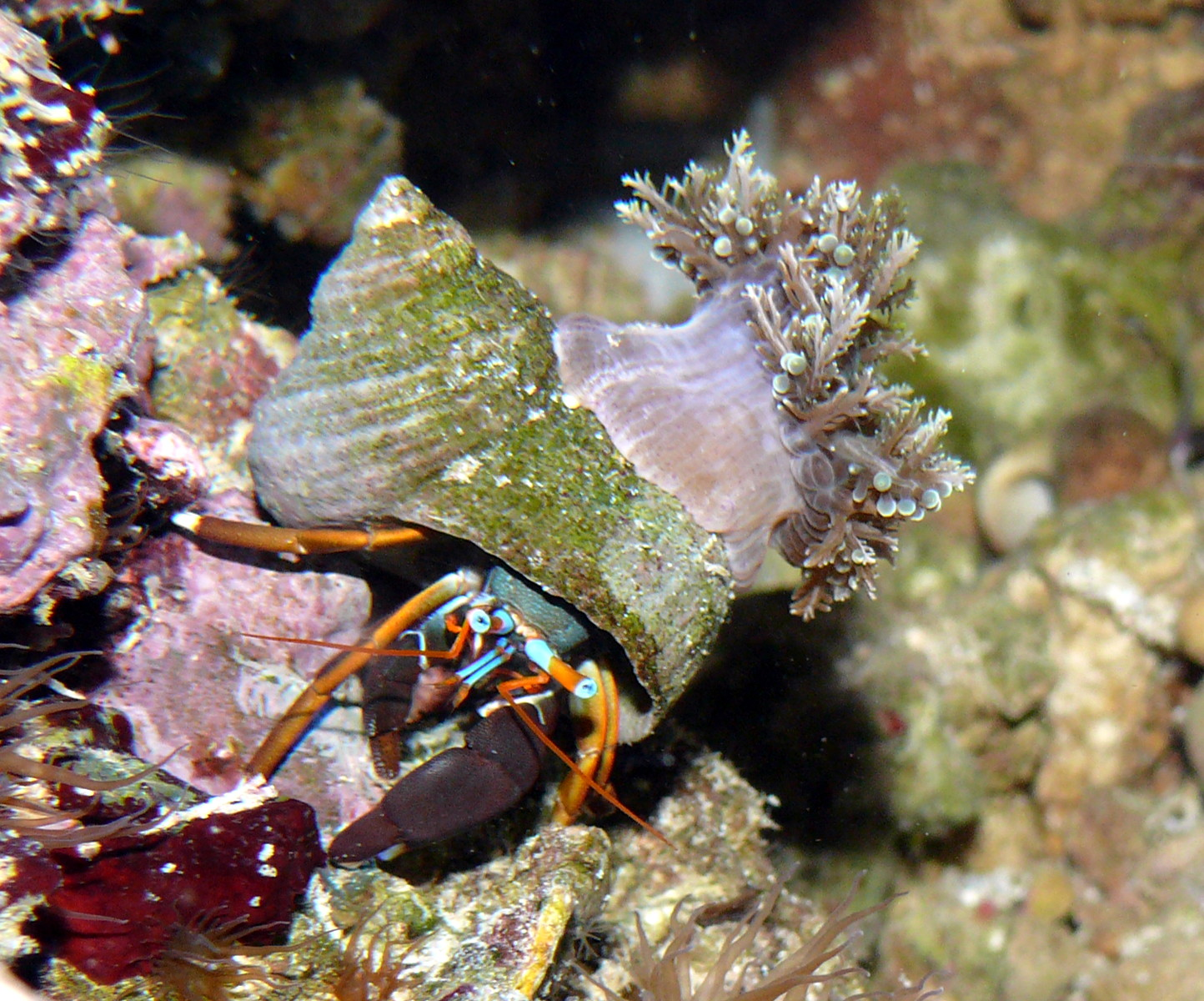
Calcinus laevimanus en asociación con Thalassianthus aster
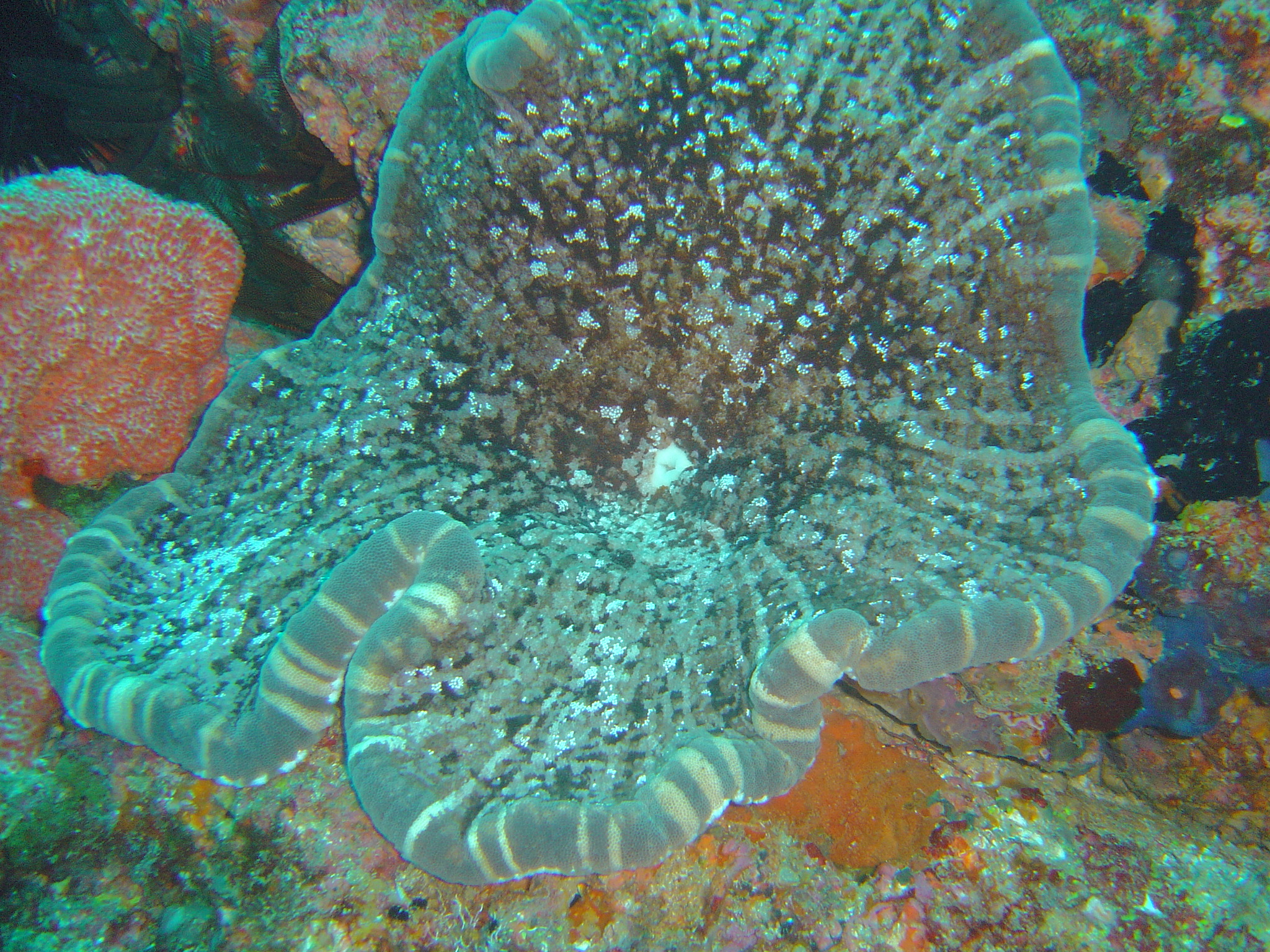
Cryptodendrum adhaesivum en Guinjata bay, Mozambique.
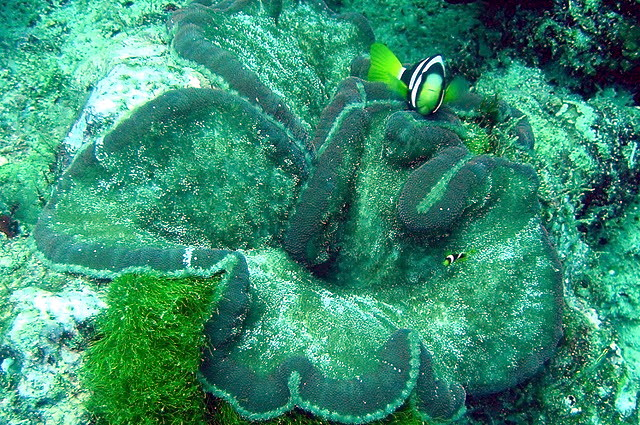
Cryptodendrum adhaesivum